# Mustafa Keçeli
Mustafa Keçeli (Ankara, 15 aprile 1978) è un ex calciatore turco, di ruolo difensore.

## Carriera
In carriera ha vinto un titolo con la maglia del Bursaspor Kulübü Derneği nel 2010.